# جينا بلاك
جينا بلاك (بالإنجليزية: Jenna Black)‏ (1965)؛ كاتبة للأطفال، كاتِبة وروائية أمريكية.